# Yazan Al-Arab
Yazan Al-Arab (en árabe: يَزَن مُوسى مَحمُود أَبُو الْعَرَب‎; Russeifa, 31 de enero de 1996) es un futbolista de Jordania que juega en la posición de defensa con el F. C. Seoul de la K League 1.

## Selección nacional
Jugó en siete ocasiones con la selección olímpica de 2015 a 2018; y en 2017 debutó con Jordania. Su primer gol internacional lo anotó el 7 de junio de 2021 en la victoria por 3-0 ante Nepal en Kuwait City por la clasificación de AFC para la Copa Mundial de Fútbol de 2022.

## Clubes
| Club             | País          | Año       |
| ---------------- | ------------- | --------- |
| Al-Jazeera Amman | Jordania      | 2015-2019 |
| Al-Wehdat S. C.  | Jordania      | 2019-2021 |
| Selangor FA      | Malasia       | 2022-2023 |
| Al-Shorta S. C.  | Irak          | 2023-2024 |
| Muaither S. C.   | Catar         | 2024      |
| F. C. Seoul      | Corea del Sur | 2024-     |